# VM i curling 2009 (kvinder)
| Samlet rangering | Samlet rangering |
| ---------------- | ---------------- |
| Guld             | Kina             |
| Sølv             | Sverige          |
| Bronze           | Danmark          |
| 4.               | Canada           |
| 5.               | Schweiz          |
| 6.               | Tyskland         |
| 7.               | Rusland          |
| 8.               | Skotland         |
| 9.               | USA              |
| 10.              | Sydkorea         |
| 11.              | Norge            |
| 12.              | Italien          |

Verdensmesterskabet i curling 2009 for kvinder var det 31. VM i curling for kvinder gennem tiden. Mesterskabet blev arrangeret af World Curling Federation og afviklet i Gangneung, Sydkorea i perioden 21. – 29. marts 2009. Sydkorea var VM-værtsland for første gang, og det var blot anden gang at VM afvikledes i Asien. Første gang var i Japan i 2007.
De tolv deltagende hold spillede først alle-mod-alle (round robin-kampe), hvilket gav elleve kampe til hvert hold. De fire bedste hold efter round robin-kampene – Kina, Danmark, Canada og Sverige – gik videre til slutspillet om medaljer, der blev afgjort som et Page playoff.
Slutspillet (og dermed mesterskabet) blev vundet af Kina, som dermed sikrede sig sin første VM-titel. I finalen besejrede det kinesiske hold Sverige med 8-6. I bronzekampen besejrede Danmark de forsvarende verdensmestre fra Canada med 7-6.
Mesterskabet gjaldt tillige som den tredje og sidste kvalifikationsturnering til de olympiske vinterlege 2010 i Vancouver. Canada, Danmark, Kina og Schweiz havde allerede inden VM 2009 sikret sig deltagelse ved vinter-OL, og resultaterne ved dette VM medførte, at også Sverige, USA, Skotland (som ved vinter-OL repræsenterer Storbritannien), Rusland, Tyskland og Japan kvalificerede sig til den olympiske curlingturnering.

## Hold
Mesterskabet har deltagelse af 12 hold: Otte fra Europa, to fra Panamerika og to fra Asien/Oceanien. 
| Region                 | Land     | 4                    | 3                 | 2                 | 1                   | Reserve               |
| ---------------------- | -------- | -------------------- | ----------------- | ----------------- | ------------------- | --------------------- |
| Europa                 | Schweiz  | Mirjam Ott •         | Carmen Schäfer    | Valeria Spälty    | Janine Greiner      | Carmen Küng           |
| Europa                 | Sverige  | Anette Norberg •     | Eva Lund          | Cathrine Lindahl  | M. Sigfridssson     | Kajsa Bergström       |
| Europa                 | Danmark  | Madeleine Dupont     | Denise Dupont     | Angelina Jensen • | Camilla Jensen      | Ane Hansen            |
| Europa                 | Italien  | Diana Gaspari •      | Georgia Apollonio | Violetta Caldart  | Electra de Col      | Claudia Alvera        |
| Europa                 | Tyskland | Andrea Schöpp •      | Monika Wagner     | Melanie Robillard | Stella Heis         | Tina Tchatschke       |
| Europa                 | Skotland | Eve Muirhead •       | Karen Addison     | Rachael Simms     | Anne Laird          | Jackie Lockhart       |
| Europa                 | Rusland  | Ludmila Privivkova • | Olga Jarkova      | Nkeiruka Ezekh    | Ekaterina Galkina   | Margarita Fomina      |
| Europa                 | Norge    | Marianne Rørvik •    | Henriette Løvar   | Ingrid Stensrud   | Kristin M. Skaslien | Kristin T. Løvseth    |
| Amerika                | Canada   | Jennifer Jones •     | Cathy Clapham     | Jill Officer      | Dawn Askin          | Jennifer Clark-Rouire |
| Amerika                | USA      | Debbie McCormick •   | Allison Pottinger | Nicole Joraanstad | Natalie Nicholson   | Tracy Sachtjen        |
| Asien og Oceanien      | Sydkorea | Mi-Yeon Kim •        | Mi-Sung Shin      | Seul-Bee Lee      | Hyun-Jung Lee       | Ji-Sun Kim            |
| Asien og Oceanien      | Kina     | Bingyu Wang •        | Yin Liu           | Qingshuang Yue    | Yan Zhou            | Jin Li Liu            |
| • Holdkaptajn/skipper. |          |                      |                   |                   |                     |                       |

## Resultater

### Round robin
| Tid         | Kamp                | Res.  |
| ----------- | ------------------- | ----- |
| 21.3. 15:00 | Norge - Danmark     | 02-10 |
| 21.3. 15:00 | Italien – Sverige   | 2-7   |
| 21.3. 15:00 | Sydkorea – Skotland | 4-6   |
| 21.3. 15:00 | Schweiz – Tyskland  | 7-5   |
| 21.3. 20:00 | Skotland – Italien  | 11-20 |
| 21.3. 20:00 | Canada – Kina       | 11-50 |
| 21.3. 20:00 | Rusland – USA       | 7-5   |
| 21.3. 20:00 | Sydkorea – Sverige  | 08-10 |
| 22.3. 10:00 | Tyskland – Norge    | 5-3   |
| 22.3. 10:00 | Schweiz – Danmark   | 8-9   |
| 22.3. 15:00 | Kina – Rusland      | 9-3   |
| 22.3. 15:00 | Sverige – Skotland  | 8-5   |
| 22.3. 15:00 | Italien – Sydkorea  | 4-6   |
| 22.3. 15:00 | Canada – USA        | 10-30 |
| 22.3. 20:00 | Danmark – Tyskland  | 7-6   |
| 22.3. 20:00 | Rusland – Canada    | 5-8   |
| 22.3. 20:00 | USA – Kina          | 4-8   |
| 22.3. 20:00 | Norge – Schweiz     | 6-8   |
| 23.3. 10:00 | Schweiz – Sydkorea  | 7-6   |
| 23.3. 10:00 | Tyskland – Italien  | 8-1   |
| 23.3. 10:00 | Norge – Skotland    | 7-8   |
| 23.3. 10:00 | Danmark – Sverige   | 7-6   |
| 23.3. 15:00 | Italien – USA       | 9-6   |
| 23.3. 15:00 | Sydkorea – Kina     | 6-7   |
| 23.3. 15:00 | Sverige – Rusland   | 9-3   |
| 23.3. 15:00 | Skotland – Canada   | 3-9   |

| Tid         | Kamp               | Res.  |
| ----------- | ------------------ | ----- |
| 23.3. 20:00 | Canada - Norge     | 8-5   |
| 23.3. 20:00 | Rusland - Danmark  | 4-7   |
| 23.3. 20:00 | Kina - Schweiz     | 8-7   |
| 23.3. 20:00 | USA - Tyskland     | 7-6   |
| 24.3. 10:00 | Kina - Danmark     | 8-5   |
| 24.3. 10:00 | USA - Norge        | 12-70 |
| 24.3. 10:00 | Canada – Tyskland  | 8-7   |
| 24.3. 10:00 | Rusland – Schweiz  | 4-8   |
| 24.3. 15:00 | Tyskland – Sverige | 10-10 |
| 24.3. 15:00 | Schweiz – Skotland | 5-7   |
| 24.3. 15:00 | Danmark – Italien  | 7-4   |
| 24.3. 15:00 | Norge – Sydkorea   | 8-9   |
| 24.3. 20:00 | Skotland – Rusland | 4-6   |
| 24.3. 20:00 | Sydkorea – USA     | 2-9   |
| 24.3. 20:00 | Sverige – Canada   | 7-4   |
| 24.3. 20:00 | Italien – Kina     | 3-9   |
| 25.3. 10:00 | Sydkorea – Canada  | 6-7   |
| 25.3. 10:00 | Italien – Rusland  | 6-7   |
| 25.3. 10:00 | Skotland – Kina    | 3-4   |
| 25.3. 10:00 | Sverige – USA      | 05-10 |

| Tid         | Kamp                | Res.  |
| ----------- | ------------------- | ----- |
| 25.3. 15:00 | USA - Schweiz       | 2-8   |
| 25.3. 15:00 | Kina - Tyskland     | 8-2   |
| 25.3. 15:00 | Rusland - Norge     | 7-2   |
| 25.3. 15:00 | Canada - Danmark    | 5-7   |
| 25.3. 20:00 | Norge - Italien     | 8-6   |
| 25.3. 20:00 | Danmark - Sydkorea  | 4-7   |
| 25.3. 20:00 | Schweiz - Sverige   | 6-8   |
| 25.3. 20:00 | Tyskland - Skotland | 7-6   |
| 26.3. 10:00 | Sverige - Kina      | 7-8   |
| 26.3. 10:00 | Skotland - USA      | 7-6   |
| 26.3. 10:00 | Italien - Canada    | 5-8   |
| 26.3. 10:00 | Sydkorea - Rusland  | 08-10 |
| 26.3. 15:00 | Danmark – Skotland  | 6-2   |
| 26.3. 15:00 | Norge – Sverige     | 02-11 |
| 26.3. 15:00 | Tyskland – Sydkorea | 9-6   |
| 26.3. 15:00 | Schweiz – Italien   | 8-5   |
| 26.3. 20:00 | Rusland – Tyskland  | 6-8   |
| 26.3. 20:00 | Canada – Schweiz    | 10-70 |
| 26.3. 20:00 | USA – Danmark       | 3-9   |
| 26.3. 20:00 | Kina – Norge        | 7-2   |

| Round robin | Round robin | Vundne | Tabte |
| ----------- | ----------- | ------ | ----- |
| 1.          | Kina        | 10     | 1     |
| 2.          | Danmark     | 9      | 2     |
| 3.          | Canada      | 9      | 2     |
| 4.          | Sverige     | 7      | 4     |
| 5.          | Schweiz     | 6      | 5     |
| 6.          | Tyskland    | 6      | 5     |
| 7.          | Rusland     | 5      | 6     |
| 8.          | Skotland    | 5      | 6     |
| 9.          | USA         | 4      | 7     |
| 10.         | Sydkorea    | 3      | 8     |
| 11.         | Norge       | 1      | 10    |
| 12.         | Italien     | 1      | 10    |

### Slutspil
| Playoff 1/2 | Playoff 1/2 | 1 | 2 | 3 | 4 | 5 | 6 | 7 | 8 | 9 | 10 | EE | Total |
| ----------- | ----------- | - | - | - | - | - | - | - | - | - | -- | -- | ----- |
| Kina        |             | 1 | 0 | 0 | 1 | 0 | 0 | 3 | 0 | 0 | 1  | -  | 6     |
| Danmark     |             | 0 | 0 | 1 | 0 | 1 | 0 | 0 | 0 | 1 | 0  | -  | 3     |

| Playoff 3/4 | Playoff 3/4 | 1 | 2 | 3 | 4 | 5 | 6 | 7 | 8 | 9 | 10 | EE | Total |
| ----------- | ----------- | - | - | - | - | - | - | - | - | - | -- | -- | ----- |
| Sverige     |             | 0 | 0 | 0 | 0 | 0 | 1 | 0 | 1 | 2 | 0  | 1  | 5     |
| Canada      |             | 0 | 1 | 0 | 0 | 1 | 0 | 1 | 0 | 0 | 1  | 0  | 4     |

| Semifinale | Semifinale | 1 | 2 | 3 | 4 | 5 | 6 | 7 | 8 | 9 | 10 | EE | Total |
| ---------- | ---------- | - | - | - | - | - | - | - | - | - | -- | -- | ----- |
| Sverige    |            | 0 | 2 | 2 | 0 | 0 | 0 | 2 | 0 | 0 | 1  | -  | 7     |
| Danmark    |            | 1 | 0 | 0 | 2 | 1 | 0 | 0 | 2 | 0 | 0  | -  | 6     |

| Bronzekamp | Bronzekamp | 1 | 2 | 3 | 4 | 5 | 6 | 7 | 8 | 9 | 10 | EE | Total |
| ---------- | ---------- | - | - | - | - | - | - | - | - | - | -- | -- | ----- |
| Danmark    |            | 1 | 0 | 1 | 0 | 3 | 0 | 1 | 0 | 0 | 1  | -  | 7     |
| Canada     |            | 0 | 1 | 0 | 1 | 0 | 1 | 0 | 2 | 1 | 0  | -  | 6     |

| Finale  | Finale | 1 | 2 | 3 | 4 | 5 | 6 | 7 | 8 | 9 | 10 | EE | Total |
| ------- | ------ | - | - | - | - | - | - | - | - | - | -- | -- | ----- |
| Sverige |        | 0 | 1 | 0 | 0 | 1 | 0 | 2 | 0 | 2 | 0  | -  | 6     |
| Kina    |        | 1 | 0 | 0 | 2 | 0 | 2 | 0 | 2 | 0 | 1  | -  | 8     |